# Leopold (Indiana)
Pour les articles homonymes, voir Léopold.
Léopold est une ville du comté de Perry dans l'État de l'Indiana, aux États-Unis. Ce village a été fondé en 1842 par le révérend Auguste Bessonies et nommé en l"honneur du roi des Belges, Léopold Ier. La plupart des colons de Léopold étaient des gaumais originaires de la province du Luxembourg. Ils provenaient de villes frontalières, comme Florenville et Chiny.[réf. nécessaire]

## Démographie
| Groupe                           | Indianapolis | Indiana | États-Unis |
| -------------------------------- | ------------ | ------- | ---------- |
| Blancs                           | 99,1         | 84,3    | 72,4       |
| Métis                            | 0,9          | 2,0     | 2,9        |
| Autres                           | 0            | 14,7    | 24,7       |
| Total                            | 100          | 100     | 100        |
|                                  |              |         |            |
| Hispaniques et Latino-Américains | 0,3          | 6,0     | 16,7       |

Selon l'American Community Survey, pour la période 2011-2015, 98,96 % de la population âgée de plus de 5 ans déclare parler anglais à la maison, alors que 1,04 % déclare parler l'allemand.